# Torben Schmidtke
Torben Schmidtke (* 24. Februar 1989 in Schwerin) ist ein deutscher Schwimmer und Sportler der deutschen paralympischen Nationalmannschaft. 2012 gewann Schmidtke bei den Paralympischen Spielen in London die Silbermedaille. Trainiert wird er von seiner Trainerin Dörte Paschke beim SC Potsdam am Olympiastützpunkt Brandenburg in Potsdam.
Für den Gewinn der Silbermedaille erhielt er am 1. November 2016 von Bundespräsident Gauck das Silberne Lorbeerblatt.

## Leben
In Greifswald erlernte Schmidtke den Beruf des EDV-Technikers. Im Frühjahr 2011 wechselte er von Greifswald nach Potsdam.

## Startklasse
Im paralympischen Schwimmsport wird in Startklassen geschwommen. Schmidtke ist der Startklasse S8/SB6/SM8 auf Grund der Dysmelie seiner Beine und des linken Arms (seine Unterschenkel sind nicht voll ausgebildet, es fehlen Wadenmuskulatur und Sprunggelenke, die Beine sind zu kurz, der linke Arm ist etwas kürzer mit nur drei Fingern) eingeordnet.

## Rekorde
- Weltrekordhalter 200 m Brust (Langbahn)[3]
- Weltrekordhalter 100 m Brust (Langbahn)[3]
- Weltrekordhalter 50 m Brust (Langbahn)[3]
- Weltrekordhalter 50 m Brust (Kurzbahn)[4]